# Sergi III
Sergi III (Roma, ? - 14 d'abril de 911) fou Papa de Roma de 904 a 911.
Era fill de Benet de Túsculum, un noble romà germà del pare del comte de Túsculum Teofilacte I. Sergi va créixer en ambients privilegiats i ingressà al seminari. Anys més tard, el papa Formós I el nomenà bisbe de Cere per tal d'allunyar-lo de Roma. Un cop difunt el papa, va acceptar participar en l'anomenat Concili del Cadàver que es va celebrar contra el difunt Formós I per ordre del Papa Esteve VI.
Mitjançant conspiracions i intrigues, va intentar ser nomenat papa diverses vegades; a la mort d'Esteve VI l'escollit fou Romà I i tres mesos després Teodor II. El pontificat durà 15 dies en trobar-se emmetzinat el cadàver del Papa i en l'elecció es va donar suport a Joan IX.
Aleshores la situació resultà insostenible i Sergi de Túsculum fou excomunicat i forçat a exiliar-se de Roma (898). El 903 rebé el perdó per part del Papa Lleó V però, poc després, aquest fou reclòs en un monestir pel cardenal Cristòfor, que s'autoanomenà Cristòfor I. Aleshores, els Túsculum, encapçalats pel general Teofilacte I i el seu cosí Sergi, van entrar a Roma i van assassinar el papa il·legítim Cristòfor. El papa legítim Lleó V va ser trobat estrangulat a la seva cel·la. No se sap amb seguretat si fou assassinat per ordre de Sergi III o de Cristòfor I.
Amb els principals rivals al tron de Sant Pere morts, Sergi aconseguí, per fi, ser nomenat, el 29 de gener de 904, Papa de Roma com a Sergi III. La primera decisió que prengué fou la d'anul·lar tots els concilis que s'havien celebrat des de 896, una manera de retornar-li els honors a Teodor II i intentar acabar amb les normes papals a mida fetes pels seus antecessors.
Es va immiscuir entre Lluís III el Cec i Berenguer de Friul, i també va donar suport a la relació il·legítima entre l'emperador romà d'Orient Lleó VI el Filòsof i la seva amant, cosa que l'enfrontà amb el Patriarca de Constantinoble, Nicolau el Místic.
Sergi III va mantenir relacions il·legals i il·legítimes amb una dama i la seva filla:
- Teodora Senatrix, esposa del seu cosí Teofilacte I
- Mariozza Senatrix, comtessa de Túsculum, (filla de la seva amant Teodora Senatrix i el seu cosí Teofilacte I). D'aquesta relació nasqueren:
  - Joan de Túsculum, futur Papa Joan XI
  - Sèrgia de Túsculum, que fou reconeguda per Teofilacte I com a pròpia

Tots plegats van dominar Roma amb mà de ferro durant decennis després de la mort de Sergi III.
L'elecció de Sergi III es considera el final de l'etapa de més caos del papat però suposa l'inici de la Pornocràcia, ja que moltes de les decisions dels següents papes es prendrien des dels llits de les amants dels pontífexs.